# 엘리 보프
엘리 보프(프랑스어: Élie Baup, 1955년 3월 17일, 생-고당 ~)는 은퇴한 프랑스의 축구 선수이자 축구 감독이다.

## 감독 경력
그는 1999년에 FC 지롱댕 드 보르도 소속으로 디비시옹 1 우승을 거두었다. 그는 장-루이 트리오 회장에 의해 2003년 10월에 해임되었다. 보 감독은 2004년에 그의 총애를 받는 선수 파스칼 팽두노와 함께 AS 생테티엔으로 이적하였다. 그는 리그 1의 FC 낭트 감독이었으나, 2009년 6월 2일에 클럽 보드진에 의해 해임되었다. 2012년 7월 4일, 그는 디디에 데샹의 바통을 이어받아 올랭피크 드 마르세유의 감독직에 올랐다. 8월 2일, 엘리 보는 UEFA 유로파리그 2012-13, 에스키셰히르스포르와의 예선 1차전에서 올랭피크 드 마르세유 감독직으로는 첫 경기를 맞이하였고, 이 경기에서 팀은 1-1 무승부를 거두었다. 그의 첫 승은 UEFA 유로파리그 2012-13, 에스키셰히르스포르와의 예선 2차전에서 거두었는데, 최종 스코어는 3-0이었다. 올랭피크 드 마르세유는 합계 4-1로 승리하며 UEFA 유로파리그 2012-13 플레이오프 라운드에 진출하였다. 이후 엘리 보는 8월 12일, 스타드 드 랭스와의 리그 1 개막전에서 1-0으로 승리하며 리그 첫승을 거두었다.

## 수상
FC 지롱댕 드 보르도
- 디비시옹 1: 1998–99
- 쿠프 드 라 리그 (1): 2001–02

## 감독 통계
2013년 8월 17일 기준
| 팀                   | 취임            | 해임             | 기록 | 기록 | 기록 | 기록 | 기록   |
| 팀                   | 취임            | 해임             | 전   | 승   | 무   | 패   | 승률   |
| -------------------- | --------------- | ---------------- | ---- | ---- | ---- | ---- | ------ |
| AS 생테티엔          | 1994년          | 1996년           | 68   | 15   | 23   | 30   | 22.06% |
| FC 지롱댕 드 보르도  | 1998년          | 2003년 10월 24일 | 274  | 134  | 66   | 74   | 48.91% |
| AS 생테티엔          | 2004년 7월 1일  | 2006년 5월 31일  | 87   | 27   | 34   | 26   | 31.03% |
| 툴루즈 FC            | 2006년 5월 31일 | 2008년 5월 30일  | 90   | 27   | 27   | 36   | 30.00% |
| FC 낭트              | 2008년 9월 4일  | 2009년 6월 1일   | 40   | 9    | 11   | 20   | 22.50% |
| 올랭피크 드 마르세유 | 2012년 7월 4일  | 2013년 12월 7일  | 55   | 29   | 12   | 14   | 52.73% |
| 합계                 | 합계            | 합계             | 613  | 240  | 173  | 200  | 39.15  |

## 참고
1. ↑  엘리 보는 툴루즈 FC의 유소년팀에서 축구계에 입문하였고, 1970년과 1974년에는 같은 팀의 1군으로 활약하였다. 1966년부터 1970년까지는 라로크에서, 1974년부터 1978년 사이에는 마자메에서, 1978년부터 1981년까지는 무레에서 활약하였다. 그러나, 출전 기록과 득점 기록에 관한 상세한 정보가 존재하지 않는다.